# گلوکوفان
گلوکوفان نام یکی کانی و یک گروه کانیایی متعلق به ابر گروه آمفیبولهای سدیم دار (سیلیکات‌های زنجیره‌ای) با فرمول شیمیایی Na2(Mg3Al2)Si8O22(OH)2 است.
گلوکوفان در سیستم مونوکلینیک تبلور می‌یابد.

## نام
گلوکوفان نام نوعی رنگ آبی است. در یونان، معنی گلوکوفان آبی آسمانی می‌باشد. به عنوان کانی اصلی در ترکیب برخی از سنگ‌ها می باشدو رنگ گلوکوفان دلیل نامگذاری سنگ دگرگونی شیست آبی شده‌است.

## خصوصیات
رنگ آبی روش تشخیصی مناسبی برای این گونه سنگی می‌باشد. گلوکوفان به همراه کانی بسیار نزدیک به خودش ربیکیت و کانی حدواسط آن کروزیت که تنها آمفیبول شناخته شده‌ای است که معمولاً آبی رنگ است یک توالی تشکیل می‌دهد. گلوکوفان سری محلول جامدی را با فروگلوکوفان ; Na2(Fe,Mg)3Al2Si8O22(OH)2 تشکیل می‌دهد. گلوکوفان عضو نهایی غنی از منیزیم و فروگلوکوفان عضو نهایی غنی از آهن می‌باشد.
فروگلوکوفان مشابه گلوکوفان است اما چگال تر بوده و از همین نظر دارای وزن مخصوص بالاتری است. هر دو عضو نهایی در نمونه‌های دستی قابل تشخیص نمی‌باشند و شدیداً از خود چند رنگی به نمایش می‌گذارند. سختی گلوکوفان ۵ الی ۶ و وزن مخصوص آن تقریباً ۳ الی ۳٫۲ می‌باشد.

## رخداد
رخساره دگرگونی شیست آبی به دلیل حضور فراوان کانی‌های آبی رنگ گلوکوفان و لاوسونیت نامگذاری شده‌است. در اصل گلوکوفان در سنگ دگرگونی شیست آبی با ترکیب گابرویی و بازالتی شکل می‌گیرد که غنی از سدیم است و یک دگرگونی دما پایین و فشار بالا را همان گونه که در طول مناطق فرورانش رخ می‌دهد، از سر گذرانده باشند.
این مواد به دلیل فرورانده شدن به سمت جبه تحت فشار شدید و دمای متوسط قرار گرفته‌اند. گلوکوفان همچنین در اکلوژیت‌هایی که تحت دگرگونی پسرونده قرار گرفته‌اند یافت می‌گردد.>
به همین منوال یک آمفیبول کمیاب به نام هولموکوئیزیت با فرمول شیمیایی Li2Mg3Al2Si8O22(OH)2, نیز وجود دارد که فقط در سنگ‌های قارهای غنی از لیتیم ایجاد می‌گردد. برای سال‌های متمادی، هولموکوئیزیت با گلوکوفان اشتباه گرفته می‌شد و دلیل آن این بود که در مطالعه مقطع نازک هر دو یکسان به نظر می‌آمدند.